# 7 Szpital Okręgowy

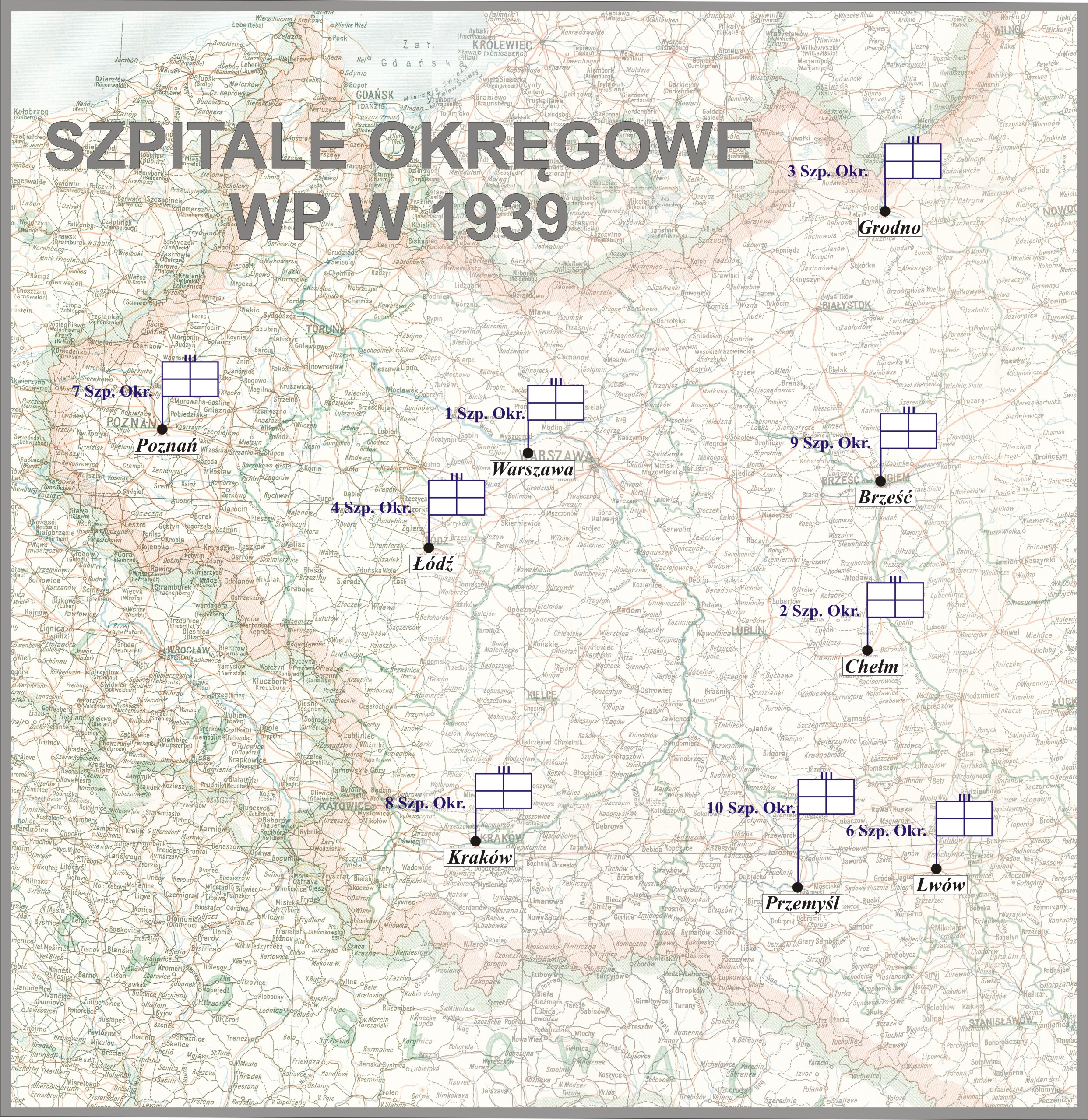
Szpitale okręgowe WP w 1939

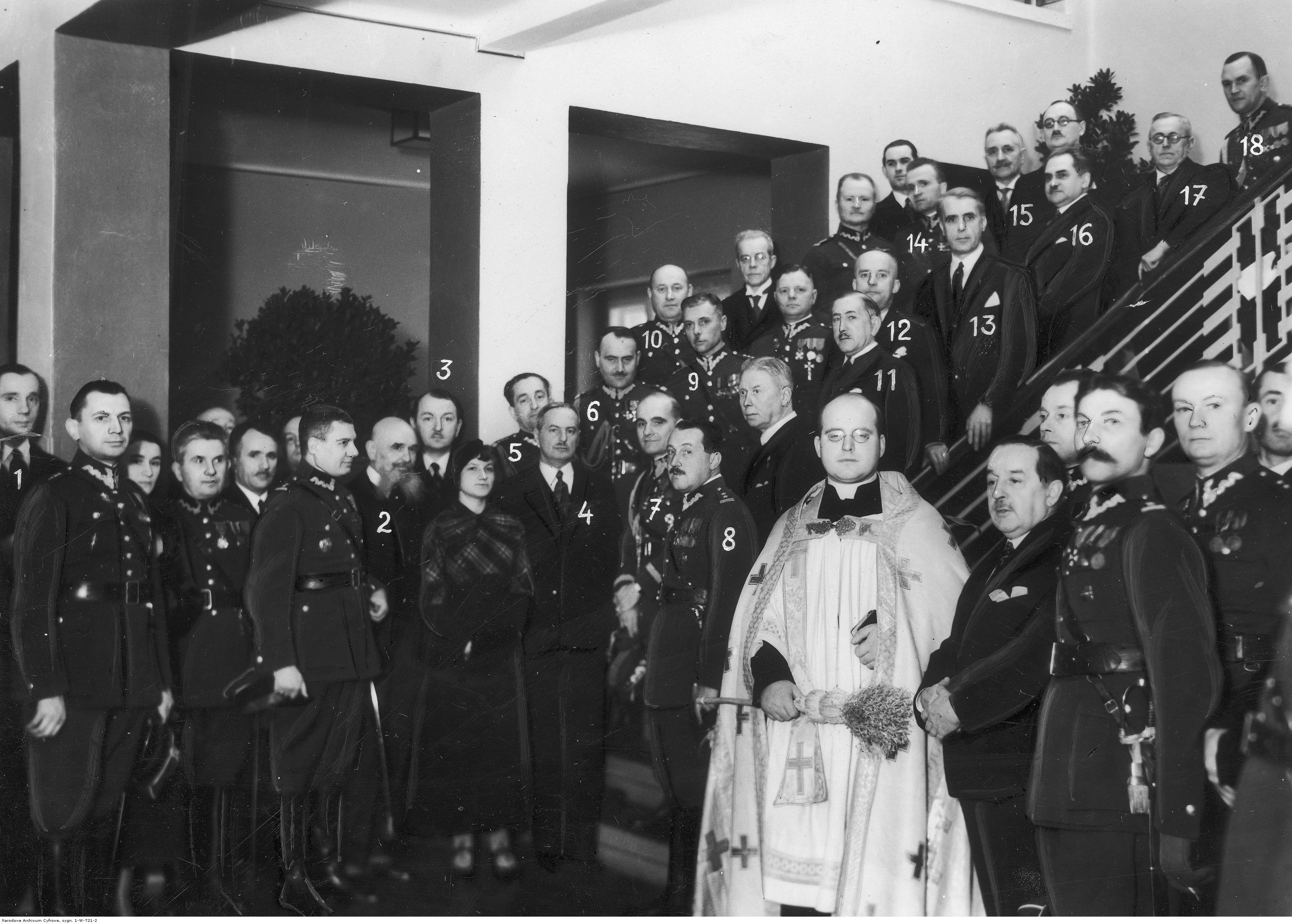
Poświęcenie nowego pawilonu 7 Szpitala Okręgowego WP w Poznaniu – uczestnicy uroczystości; 31 stycznia 1935

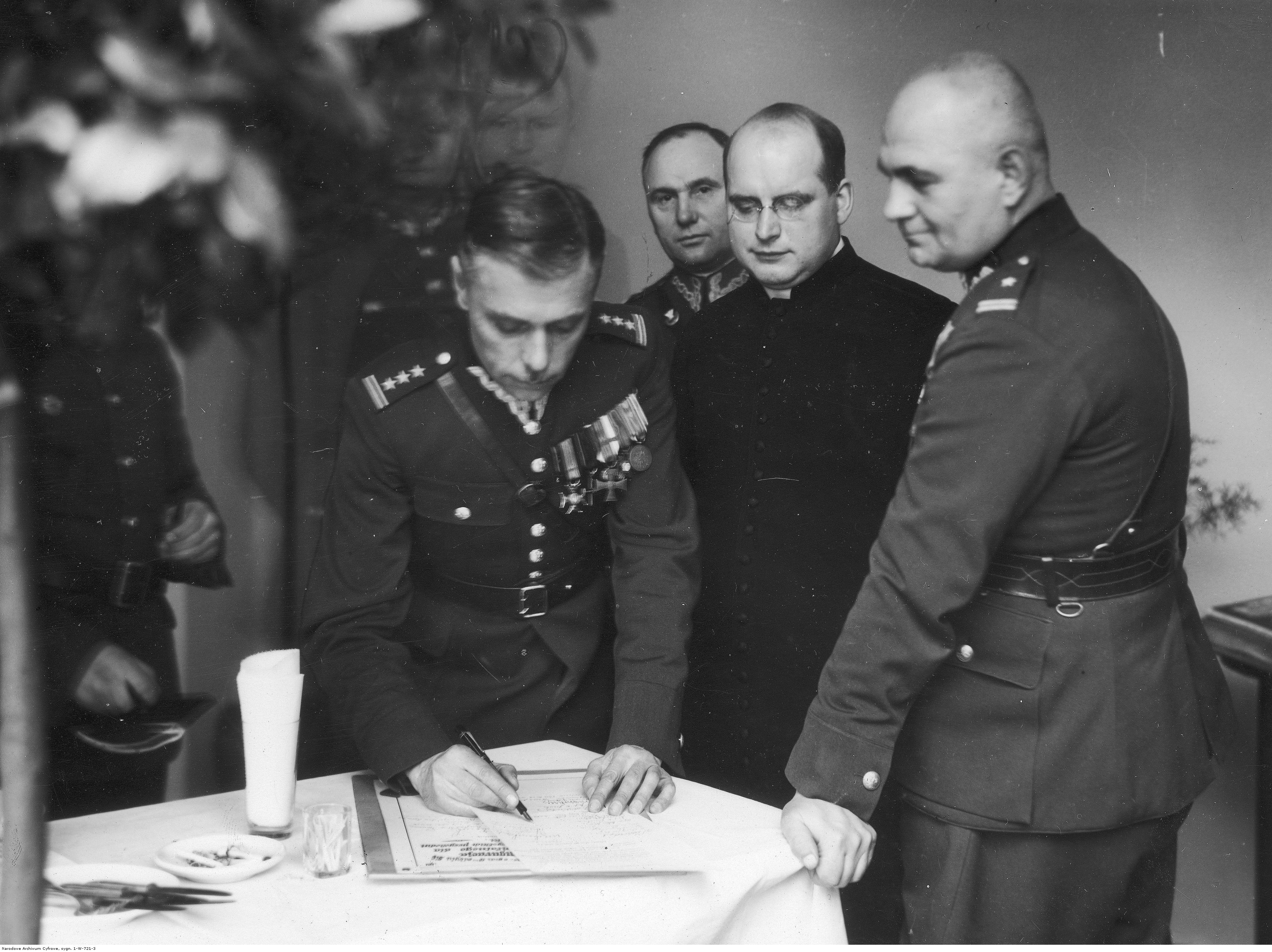
Poświęcenie nowego pawilonu 7 Okr. Szpitala WP – płk dr Teofil Kucharski wpisuje się do księgi pamiątkowej

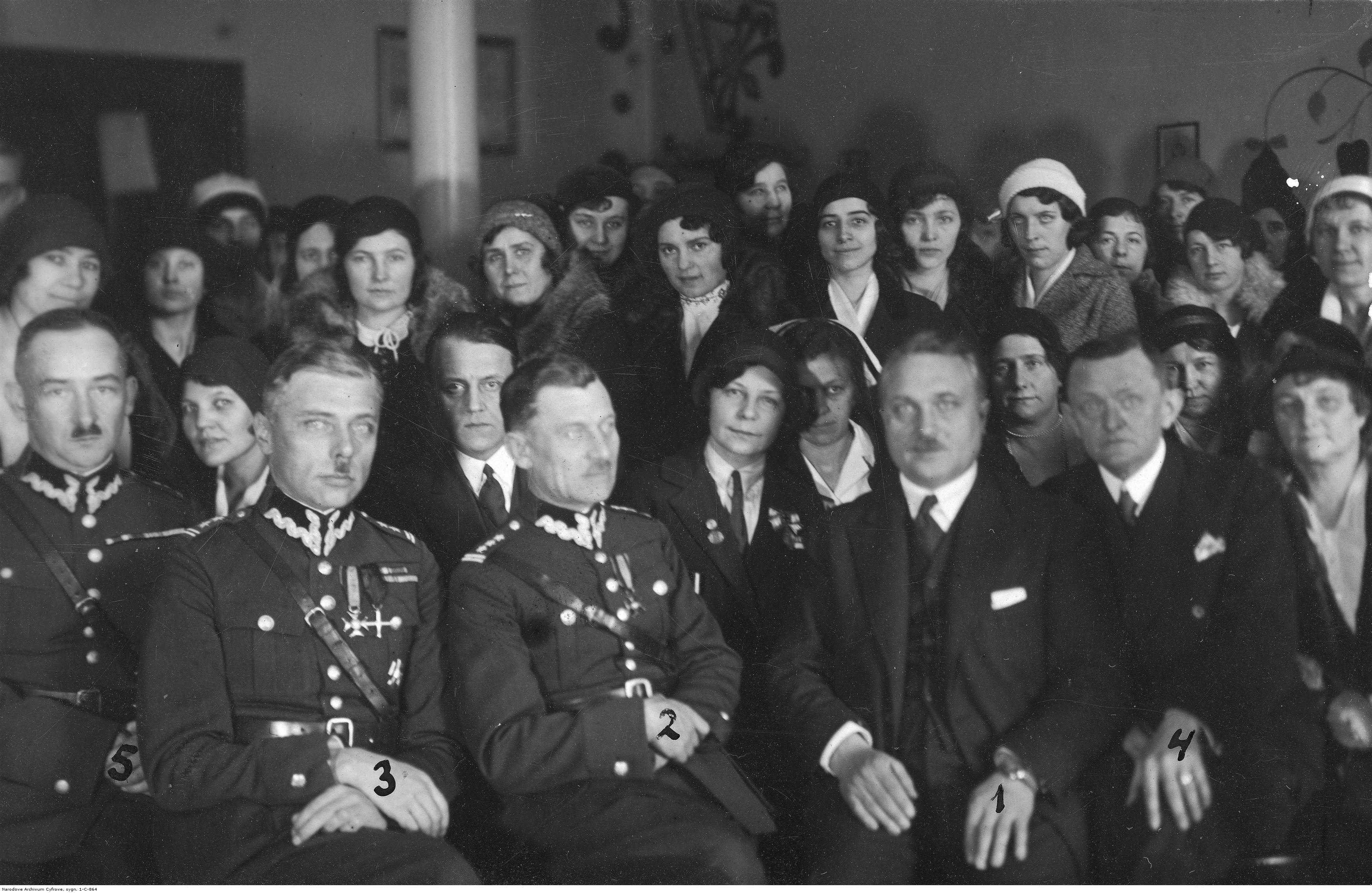
Rozpoczęcie II kursu dla sióstr Pogotowia Sanitarnego PCK w sali konferencyjnej Szpitala Wojskowego w Poznaniu. W pierwszym rzędzie m.in. ppłk dr Teofil Kucharski (3), szef sanitarnego DOK VII płk dr Ksawery Maszadro (2)

7 Szpital Okręgowy – jednostka organizacyjna służby zdrowia Armii Wielkopolskiej i Wojska Polskiego II Rzeczypospolitej.

## Historia szpitala
Zadaniem 7 Szpitala Okręgowego w Poznaniu było leczenie wojskowych i osób uprawnionych do leczenia wojskowego Okręgu Korpusu nr VII. Szpital dysponował ambulatorium dentystycznym, chirurgicznym, okulistycznym, laryngologicznym oraz przychodnią ogólną dla chorych. Komendant szpitala posiadał uprawnienia dowódcy pułku.
Minister spraw wojskowych wydał rozkaz nr O.I.Szt.Gen. 7980 Org. Częściowa likwidacja zakładów służby zdrowia, w którym między innymi nakazał dowódcy Okręgu Korpusu Nr VII zredukować z dniem 25 lipca 1924 roku liczbę łóżek w szpitalu do 400.
W 1931 roku został zlikwidowany 7 batalion sanitarny, a w jego miejsce została utworzona Kadra Zapasowa 7 Szpitala Okręgowego.

## Struktura organizacyjna
Organizacja szpitala w 1923:
- komendant, kancelaria i komisja gospodarcza,
- oficer administracji budynków i magazynów,
- oddziały chorych i pracowni klinicznych: chorób wewnętrznych, zakaźny, chirurgiczny, ginekologiczny, dermatologiczny, oddział neurologiczny, okulistyczny i laryngologiczny;
- pracownia bakteriologiczna
- pracownia rentgenowska,
- prosektorium,
- ambulatorium dentystyczne,
- apteka okręgowa,
- trzy plutony obsługi sanitarnej.

Szpital posiadał 600 łóżek.

## Mobilizacja 1939 roku
7 Szpital Okręgowy był jednostką mobilizującą. Komendant szpitala był odpowiedzialny za przygotowanie mobilizacji, a komendant kadry zapasowej za jej przeprowadzenie.
Zgodnie z planem mobilizacyjnym „W” kadra zapasowa 7 Szpitala Okręgowego przed wykonaniem nałożonych na nią zadań mobilizacyjnych sama mobilizowała się w alarmie, w grupie jednostek oznaczonych kolorem żółtym, do etatu wojennego Kadry Mobilizującej Nr 7. Kadra mobilizująca była organizacją przejściową. Po wykonaniu zadań mobilizacyjnych ulegała likwidacji.
Kadra Mobilizująca Nr 7 formowała trzy komplety jednostek służby zdrowia dla wielkich jednostek piechoty stacjonujących na terenie OK VII (14 DP, 17 DP i 25 DP), część kompletu jednostek służby zdrowia Armii „Poznań” oraz trzy szpitale wojenne, które w wypadku wojny z Niemcami („Z”) rozwijały się na obszarze krajowym (OK Nr II i OK Nr IX), a w wypadku wojny z Rosją („W”) pozostawały na terenie OK Nr VII.
Jednostki służby zdrowia zmobilizowane przez 7 Szpital Okręgowy
- Kadra Mobilizująca Nr 7
- 7 Szpital Okręgowy (komenda według etatu szpitala wojennego typ II)
- szpital wojenny typ I nr 701 (miejsce rozwinięcia: „W” – Słupca, „Z” – Chełm, OK Nr II)
- szpital wojenny typ I nr 702 (miejsce rozwinięcia: „W” – Konin, „Z” – Białowieża, OK Nr IX)
- szpital wojenny typ I nr 703 (miejsce rozwinięcia: „W” – Koło, „Z” – Kowel, OK Nr II)
- szpital polowy nr 701 dla 14 DP
- szpital polowy nr 702 dla 17 DP
- szpital polowy nr 703 dla 25 DP
- kompania sanitarna nr 701 dla 14 DP
- polowa kolumna dezynfekcyjno-kąpielowa nr 701 dla 14 DP
- polowa kolumna dezynfekcyjno-kąpielowa nr 702 dla 17 DP
- polowa kolumna dezynfekcyjno-kąpielowa nr 703 dla 25 DP
- polowa pracownia bakteriologiczno-chemiczna nr 701 dla 14 DP
- polowa pracownia bakteriologiczno-chemiczna nr 702 dla 17 DP
- polowa pracownia bakteriologiczno-chemiczna nr 703 dla 25 DP
- polowa pracownia dentystyczna nr 701 dla 14 DP
- polowa pracownia dentystyczna nr 702 dla 17 DP
- polowa pracownia dentystyczna nr 703 dla 25 DP
- zespół przeciwgazowy nr 701 dla Armii „Poznań”
- zespół przeciwgazowy nr 702 dla Armii „Poznań”
- zespół przeciwgazowy nr 703 dla Armii „Poznań”
- zespół przeciwgazowy nr 704 dla Armii „Poznań”
- samodzielny zespół chirurgiczny Nr 71 dla Armii „Poznań”
- samodzielny zespół chirurgiczny Nr 72 dla Armii „Poznań”
- samodzielny zespół chirurgiczny Nr 73 dla Armii „Poznań”
- samodzielny zespół chirurgiczny Nr 74 dla Armii „Poznań”

## Kadra szpitala
Komendanci szpitala
- mjr / ppłk lek. dr Kazimierz Bonawentura Nowakowski (1919[6])
- mjr lek. dr Tadeusz Szulc[7]
- płk lek. dr Kazimierz Wilczewski[7]
- płk lek. dr Stefan Janiszewski (1922–1925[8])
- płk lek. dr Gustaw Zaręba (1925[8])
- płk lek. dr Leonard Ernest Jarociński (1925–1927[8])
- płk lek. dr Zygmunt Szarf (1927[8])
- ppłk lek. dr Marian I Witkowski (1927 – 30 IX 1929 → stan spoczynku[9][8])
- płk lek. doc. dr Teofil Kazimierz Kucharski (23 VIII 1929 – VIII 1939 → szef służby zdrowia Armii „Poznań”[8])
- płk lek. dr Felicjan Wołkowiński VIII – IX 1939[8])

Pomocnicy komendanta szpitala – komendanci kadry zapasowej
- ppłk lek. dr Leon Kazimierz Strehl (X 1931[4] – IV 1934 → szef sanitarny DOK VIII[10])
- ppłk lek. dr Rudolf Seweryn Tatkowski (VI 1934[11] – XII 1937[12])
- ppłk lek. dr Bronisław Franciszek Decowski (XII 1937 – 1939[13])

### Obsada personalna i struktura w marcu 1939 roku
Ostatnia „pokojowa” obsada personalna szpitala
- komendant szpitala – płk doc. dr Teofil Kazimierz Kucharski
- rezerwa personalna szpitala – mjr dr Michał  Tobiasz
- starszy ordynator oddziału chirurgicznego – ppłk dr Tadeusz Józef Bętkowski
- ordynator oddziału – mjr dr Santarius Karol
- starszy ordynator oddziału wewnętrznego – ppłk dr Stanisław Linke
- starszy ordynator oddziału ocznego – mjr dr Witold Waligórski
- starszy ordynator oddziału usznego – ppłk dr Jan Maluj
- starszy ordynator oddziału skórno-wenerycznego – mjr dr Kazimierz Rudolf Frltz
- starszy ordynator oddziału nerwowo i psychicznie chorych – ppłk dr Mieczysław Naramowski
- starszy ordynator oddziału ginekologicznego – płk dr Felicjan II Wołkowiński
- kierownik pracowni rentgenowskiej – ppłk dr Stanisław Władysław Kozłowski
- kierownik pracowni bakteriologiczno-chemicznej – mjr dr Roman Sulimski
- kierownik przychodni dentystycznej – kpt. lek. dent. Jerzy Pawluć
- kierownik apteki – kpt. mgr Julian  Nietupski
- praktyka szpitalna – por. mgr Zdzisław Kazimierz Głód
- pomocnik komendanta ds. gospodarczych – kpt. Franciszek Marian Usarz
- oficer gospodarczy – kpt. int. Józef I Łuczak
- dowódca plutonu gospodarczego – kpt. Aleksander Henryk Lewandowski(*)[c]:
- kapelan – kpl. ks. Mieczysław Paszkiewicz
- na kursie – por. piech. Karol Leon Rypień

Kadra zapasowa 7 Szpitala Okręgowego
- komendant kadry –  ppłk dr Bronisław Franciszek Decowski
- lekarz kadry – ppor. lek. Zygmunt Rymkiewicz
- oficer mobilizacyjny – kpt. Stanisław Wacławik
- oficer ewidencji personalnej – por. Stanisław Baranowski
- oficer materiałowy – por. mgr Witold Jan Bonifacy Sołodonis
- zastępca oficera materiałowego – vacat
- dowódca kompanii szkolnej – kpt. Marian Ziembiński
- dowódca I plutonu – kpt. Aleksander Henryk Lewandowski(*)[c]

### Żołnierze Szpitala – ofiary zbrodni katyńskiej
Biogramy zamordowanych znajdują się na stronie internetowej Muzeum Katyńskiego
| Nazwisko i imię       | stopień                | zawód                      | miejsce pracy przed mobilizacją     | zamordowany |
| --------------------- | ---------------------- | -------------------------- | ----------------------------------- | ----------- |
| Struś Filip           | podporucznik rezerwy   | lekarz                     |                                     | Katyń       |
| Bittner Karol Wiktor  | podporucznik rezerwy   | lekarz doktor              |                                     | Katyń       |
| Czajkowski Adolf      | kapitan rezerwy        | dr nauk med.               | praktyka w Kaliszu                  | Katyń       |
| Elke Maksymilian      | podporucznik rezerwy   | farmaceuta                 |                                     | Katyń       |
| Kamiński Feliks       | porucznik rezerwy      | dr filozofii, chemik       | Wielkopolska Izba Rolnicza          | Katyń       |
| Konopiński Alfons     | porucznik rezerwy      | lekarz                     | praktyka w Poznaniu                 | Katyń       |
| Lewandowski Henryk    | kapitan lekarz         | żołnierz zawodowy          |                                     | Katyń       |
| Manowski Tadeusz      | kapitan lekarz         | żołnierz zawodowy          |                                     | Katyń       |
| Moenke Edmund         | podporucznik rezerwy   | lekarz                     | Ubezpieczalnia Społeczna w Poznaniu | Katyń       |
| Nietupski Julian      | kapitan aptekarz       | żołnierz zawodowy          |                                     | Katyń       |
| Owsianny Stanisław    | kapitan rezerwy        | lekarz                     | praktyka w Szamotułach              | Katyń       |
| Perż Kazimierz        | podporucznik rezerwy   | lekarz                     |                                     | Katyń       |
| Plewniak Wojciech     | kapitan rezerwy        | lekarz                     | praktyka w Kaliszu                  | Katyń       |
| Rola-Szadkowski       | major posp. rusz.      | lekarz, dr                 | praktyka w Poznaniu                 | Katyń       |
| Rost Franciszek       | major rezerwy          | lekarz                     |                                     | Katyń       |
| Siniecki Władysław    | porucznik rezerwy      | pracownik naukowy          | UAM w Poznaniu                      | Katyń       |
| Skarżyński Wojciech   | podporucznik rezerwy   | farmaceuta, mgr            | praktyka w Poznaniu                 | Katyń       |
| Synoradzki Telesfor   | porucznik posp. rusz.  | lekarz, dr medycyny        | dyr. Szpitala Miejskiego w Koźminie | Katyń       |
| Tobiasz Michał        | major lekarz           | żołnierz zawodowy          |                                     | Katyń       |
| Trocki Jan Franciszek | porucznik rezerwy      | lekarz                     | szpital w Koninie                   | Katyń       |
| Urbański Wiktor       | kapitan posp. rusz.    | lekarz                     | dyr. Lecznicy Dziecięcej w Gnieźnie | Katyń       |
| Wasilewski Romuald    | podporucznik rezerwy   | farmaceuta                 | Państwowy Zakład Higieny w Poznaniu | Katyń       |
| Winiszewski Paweł     | podporucznik rezerwy   | lekarz                     | Zakład Psychiatryczny w Owińskach   | Katyń       |
| Wysocki Kazimierz     | porucznik rezerwy      | farmaceuta, mgr            | apteka w Opalenicy                  | Katyń       |
| Zelba Feliks Józef    | podporucznik rezerwy   | lekarz                     | praktyka w Brodach Iłżeckich        | Katyń       |
| Zerbe Franciszek      | kapitan rezerwy        | lekarz                     | praktyka w Poznaniu                 | Katyń       |
| Żuralski Tadeusz      | podporucznik rezerwy   | lekarz                     | Szpital w Poznaniu                  | Katyń       |
| Boesche Kazimierz     | podporucznik rezerwy   | lekarz                     | internista w Poznaniu               | Charków     |
| Bojakowski Klemens    | major rezerwy          | lekarz, dr nauk medycznych | praktyka w Uniejowie                | Charków     |
| Frąckiewicz Stanisław | kapitan w st. sp.      | lekarz, dr nauk medycznych | (e)                                 | Charków     |
| Gintrowicz Jan        | podporucznik w st. sp. | urzędnik                   |                                     | Charków     |
| Gruner Julian         | porucznik rezerwy      | lekarz, dr nauk medycznych | Uniwersytet Warszawski              | Charków     |
| Gutkowski Jan         | porucznik rezerwy      | lekarz, dr nauk medycznych | praktyka w Jeziornej                | Charków     |
| Harembski Wincenty    | porucznik rezerwy      | lekarz                     | poseł na sejm II RP                 | Charków     |
| Kaczmarek Stefan      | podporucznik rezerwy   | farmaceuta, mgr            | kier. apteki w Kościerzynie         | Charków     |
| Kosmalski Tadeusz     | podporucznik rezerwy   | farmaceuta, mgr            | praktyka w Tarnowskich Górach       | Charków     |
| Loodtt Stanisław      | podporucznik rezerwy   | urzędnik                   |                                     | Charków     |
| Motylewski Stefan     | kapitan rezerwy        | lekarz, dr nauk medycznych |                                     | Charków     |
| Mroczkiewicz Stefan   | podporucznik rezerwy   | farmaceuta, mgr            |                                     | Charków     |
| Ossowski Wadysław     | kapitan rezerwy        | lekarz                     | praktyka w Poznaniu                 | Charków     |
| Paśko Adolf           | major rezerwy          | lekarz, dr nauk medycznych | praktyka w Osiecznej                | Charków     |
| Rossa Antoni          | porucznik rezerwy      | lekarz, dr nauk medycznych | praktyka w Poznaniu                 | Charków     |
| Słoniński Zygmunt     | major rezerwy          | lekarz, dr nauk medycznych |                                     | Charków     |
| Wieleński Bolesław    | major rezerwy          | lekarz, dr nauk medycznych | praktyka w Poznaniu (e)             | Charków     |
| Zieliński Stanisław   | kapitan rezerwy        | lekarz, dr nauk medycznych |                                     | Charków     |
| Ziembiński Marian     | kapitan lekarz         | żołnierz zawodowy          |                                     | Charków     |
| Żochowski Antoni      | podporucznik rezerwy   | farmaceuta, dr             | Uniwersytet Poznański               | Charków     |
| Karwowski Stanisław   | porucznik rezerwy      | dr nauk medycznych         | Uniwersytet Poznański (e)           | Kalinin     |